# Бородулин, Владимир Александрович
Влади́мир Алекса́ндрович Бороду́лин (род. 25 января 1992, Балаково, Саратовская область) — российский спидвейный мотогонщик. Мастер спорта России (2019). Чемпион Европы и мира среди юниоров в командном зачёте, чемпион России в командном зачёте, чемпион Европы в парном зачёте.

## Карьера
Родился в г. Балаково, где и начал заниматься спидвеем в системе местного клуба «Турбина» под руководством тренера Олега Волохова.  С2009 г. принимает участие в розыгрышах чемпионата страны в составе «Турбины».
Дебют – 21 мая 2009 г. в гонке «Турбина» – «Восток»: 1.Гизатуллин, Карайченцев, Казачук, Бородулин-ПИ – 3:3; дебютные очки – 9. Бородулин, Гизатуллин, Харченко, Кремер – 5:1. Итого за гонку – 3 (ПИ; 0; 3; 0), поражение «Турбины» 44:45.
В составе «Турбины» трижды стал чемпионом России в командном юниорском зачете (2009, 2011, 2012) и трижды в командном взрослом зачете (2009, 2011, 2012). Став, таким образом, одним из сильнейших юниоров страны, в составе юниорской сборной России в 2011 г. оформил «золотой дубль», выиграв сначала чемпионат Европы, а затем и мира.
С 2010 года в Польше в тренировочной группе «funny team» под руководством польского тренера Михала Видеры. С этого же года участвует в розыгрышах Командного чемпионата Польши в командах первой и второй лиг.
В 2013 г. ввиду отказа лидеров сборной России от участия в ККМ стал членом взрослой сборной России. Сборная, однако, выступила неудачно, заняв последнее место в полуфинале.
В 2013г. завоевал первую медаль парного чемпионата России - серебро в паре с Ильёй Чаловым и Андреем Кудряшовым. Однако в том же 2013 г. спортсмен был вынужден пропустить часть сезона из-за травмы руки, пропустив, в том числе, один из финалов Личного чемпионата мира среди юниоров.
С 2014 г. выступает во взрослом зачёте.

### Среднезаездный результат
| Лига          | 2009          | 2010          | 2011           | 2012            | 2013            | 2014           | 2015          | 2016          | 2017          | 2018          | 2019          | 2020          | 2021              |
| ------------- | ------------- | ------------- | -------------- | --------------- | --------------- | -------------- | ------------- | ------------- | ------------- | ------------- | ------------- | ------------- | ----------------- |
| Флаг России   | 1,100 Турбина | 2,449 Турбина | 2,000 Турбина  | 2,476 Турбина   | 1,978 Турбина   | 1,741 Турбина  | 1,824 Турбина | 1,733 Турбина | 2,250 Турбина | 2,057 Турбина | 2,118 Турбина | 2,757 Турбина | 2,514 Турбина     |
| (I)           | -             | -             | -              | 1,600 Островия  | 1,393 Островия  | -              | -             | -             | -             | -             | -             | -             | 1,000 Ожель Лодзь |
| (II)          | -             | 1,867 Ванда   | 1,981 Островия | -               | -               | 1,000 Виктория | -             | -             | 1,887 Познань | 1,818 Познань | 1,871 Познань | -             | -                 |
| Флаг Украины  | -             | 1,546 Турбина | -              | -               | -               | -              | -             | -             | -             | -             | -             | -             | -                 |
| Флаг Германии | -             | -             | -              | 1,455 Брокштедт | 2,000 Брокштедт | -              | -             | -             | -             | -             | -             | -             | -                 |

| - Чемпионат России по спидвею среди юниоров: в командном зачёте — 1 место (2009, 2011, 2012), 2 место (2008, 2010, 2013) в парном зачёте — 1 место (2010, 2013) - Чемпионат России по спидвею в личном зачёте — 2 место (2020), 3 место (2018, 2021) в командном зачёте — 1 место (2009, 2011, 2012, 2020), 2 место (2010, 2015-2018, 2021), 3 место (2013, 2014, 2019) в парном зачёте — 1 место (2015, 2021), 2 место (2013, 2014, 2016-2018), 3 место (2019) | Достижения на международных соревнованиях Юниорские соревнования ЛЧЕЮ — 5 место в ½ финала (2011) КЧЕЮ — 1 место (2011) , 1 место в ½ финала и неучастие в финале (2012) ЛЧМЮ — 15 место в ¼ финала (2011), 17 место в ¼ финала (2012), 15 место (2013, из-за травмы принял участие в 1 финале из 3) КЧМЮ — 1 место (2011) , 4 место (2012), 2 место в ½ финала (2013) Взрослые соревнования ЛЧЕ — 16 место в ½ финала (2018), 6 место в ½ финала (2019) ПЧЕ — 1 место (2019) ККМ — 9 место (2013) Speedway of Nations — 5 место в ½ финала (2021) ЛЧМ — не участвовал Гран-При Челлендж 2011 – 17 место в ¼ финала Гран-При Челлендж 2016 – 10 место в ¼ финала |  |